# Castrare

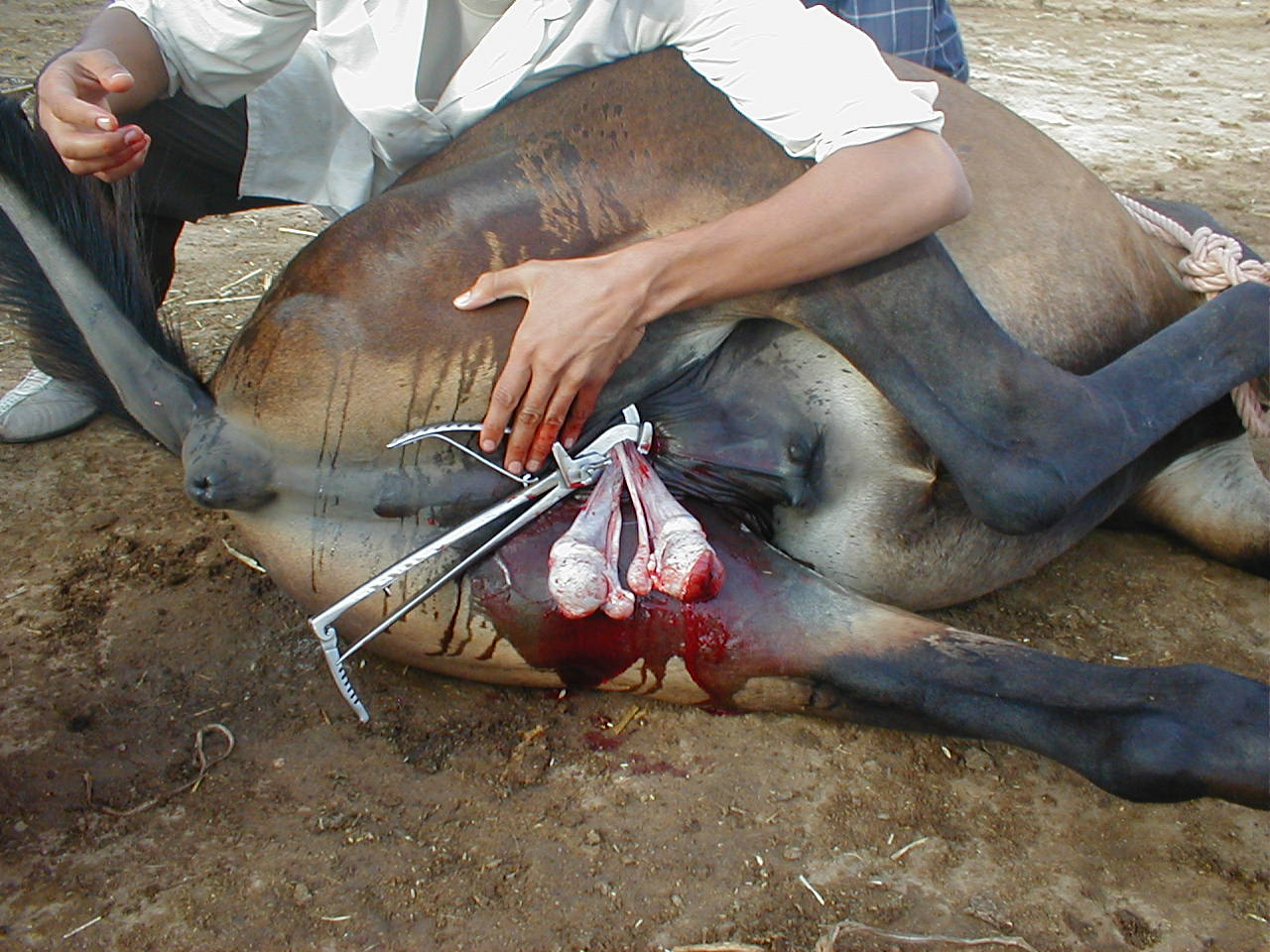
Castrarea unui catâr

Castrarea (latină castro, castratus, sau castrația, emasculația, evirația, scopirea, jugănirea) este o acțiune de mutilare genitală care constă în acțiunea de extirpare a gonadelor. La masculi operația este denumită orhiectomie iar la femele ovarectomie. Poate fi de mai multe tipuri, după metoda utilizată: 
- Castrare chirurgicală, prin ligatura vaselor ce irigă glandele genitale.
- Castrare radiologică, prin suprimarea funcțională a glandelor sexuale cu ajutorul razelor X.
- Castrare chimică, sau pe cale medicamentoasă, prin administrarea de compuși chimici sau de hormoni.
- Castrarea plantelor, prin înlăturarea staminelor, a inflorescenței masculine sau a indivizilor masculi.

## Istoric
În trecut, în unele țări orientale erau castrați sclavii, ca de exemplu eunucii care păzeau haremurile. În practica nefastă a genocidului, sterilizarea, sau castrarea, face parte din crimele impotriva umanității.
În prezent castrarea la oameni este o intervenție nepermisă, dacă nu este motivată din punct de vedere medical.
Chiar și castrarea animalelor este o acțiune controversată în unele țări din Europa Occidentală.
Castrarea punitivă, chirurgicală sau chimică, a fost impusă de tribunale unor condamnați pentru pedofilie și alte crime sexuale. Castrarea chimică este autorizată în Statele Unite, Canada, Germania, Danemarca, Belgia, Suedia, Norvegia, Polonia și alte state. Alte state din U.E. preferă castrarea chirurgicală, Cehia a executat această pedeapsă, în ultimul deceniu, pe minimum 94 de condamnați. Și Germania castrează chirurgical circa 5 persoane pe an . Aceste castrări nu sunt obligatorii, ci doar pe bază de consimțământ.